# Silence (canção de Delerium)
"Silence" é uma canção do grupo canadense de música eletrônica Delerium com vocais e co-autoria da cantora Sarah McLachlan. Desde seu lançamento, tem sido aclamada como uma das maiores canções do gênero Trance de todos os tempos. O remix do DJ holandês Tiësto desta canção foi votado pelos leitores da revista Mixmag como a 12ª maior gravação dance de todos os tempos.

## Canção
A versão original do álbum e subsequentes edições de rádio da canção tinha um tempo muito mais lento do que os bem conhecidos remixes e era essencialmente estruturada como uma canção pop, com a característica instrumentação de sintetizadores do lado mais melódico da música ambient — embora com sons harmônicos mais obscuros, tais como o proeminente canto gregoriano (Gloria in Excelsis Deo). Este último elemento sempre convida à comparação com as músicas mais populares de projetos de  ambient/new age/world music dos anos 1990 como Enigma e Deep Forest que rotineiramente sampleavam cânticos de várias etnias mundo afora, embora os vocais do álbum Karma fossem todas gravações originais.
Embora a canção original tenha recebido atenção das rádios canadenses em 1997, ela não foi lançada como single até 1999, dois anos após seu lançamento em Karma, embora apenas o remix de Airscape tenha tocado nas rádios na época, ao invés da versão mais lenta original. O single incluía remixes de Tiësto e Fade, que alavancou a proliferação da canção através dos clubes (particularmente por influentes DJs como  Paul Oakenfold) como evidenciado pela posição do single nas paradas da revista Billboard Hot Dance Music/Club Play. Foi incluída na trilha sonora do filme Brokedown Palace com Claire Danes e Kate Beckinsale.
Como consequência, foi amplamente promovida como uma canção vocal trance mais lenta, o que então influenciou o mercado assim como os próximos singles de Delerium. Ao contrário de seus sucessores, entretanto, "Silence" também entrou na parada adult top 40 em seu formato para rádio (mais curta) devido ao seu sucesso nos clubes,.

## Videoclipe
O videoclipe, dirigido pelos direitos do coletivo Twobigeyes, foi lançado em 2000 e foi acompanhado do remix de Airscape. O vídeo foi filmado em locações do Reino Unido ― principalmente em Newgale Beach, Marloes Sands e "The Blue Lagoon" em Abereiddy, todos em Pembrokeshire,  País de Gales. Versões do vídeo com os remixes de Tiësto e Above + Beyond se seguiram ao lançamento inicial.

## Relançamentos
Em 2004 foi lançada uma nova versão em single "Silence 2004", embora nenhuma das faixas tenha realmente este título — alcançando o número um das paradas dance americanas e contendo apenas remixes, tanto novos como antigos. Deste remixes, o remix de Above & Beyond é o mais central, e foi incluído na coletânea Best Of lançada na mesma época. O outro novo remix era de  Filterheadz; esta versão subsequentemente, em 2006, se tornou popular como o não existente "Trentemøller 2006 Remix".

## Lista de faixas
UK CD single 1999
1. "Silence (Sanctuary Mix Edit by Fade)" - 4:18
2. "Silence (Album Version Edit)" - 4:06
3. "Silence (Sanctuary Mix by Fade)" - 11:12

US CD single 2000
1. "Silence (Edit)" - 4:08
2. "Silence (DJ Tiësto In Search Of Sunrise Remix)" - 11:33
3. "Silence (Airscape Remix)" - 8:37
4. "Silence (Sanctuary Mix by Fade)" - 11:12
5. "Aria" - 3.59

UK CD single 1 2000
1. "Silence (Airscape Remix Edit)" - 3:48
2. "Silence (DJ Tiësto In Search Of Sunrise Remix)" - 11:36
3. "Silence (Album Version Edit)" - 4:06

UK CD single 2 2000
1. "Silence (Airscape Remix) - 8:38
2. "Silence (Original Fade Sanctuary Mix)" - 11:12

Benelux maxi single 2000
1. "Silence (Airscape Remix Edit)" - 3:46
2. "Silence (DJ Tiësto In Search Of Sunrise Remix)" - 11:29
3. "Silence (Airscape Remix) - 8:37
4. "Silence (Original Fade Sanctuary Mix)" - 11:12
5. "Silence (Album Version Edit)" - 4:06

Benelux CD single 2000
1. "Silence (DJ Tiësto's In Search Of Sunrise Remix - Patrick Kicken Re-Edit)" - 5:11
2. "Silence (DJ Tiësto's In Search Of Sunrise Remix Edit)" - 4:24

German CD single 2000
1. "Silence (DJ Tiësto's In Search Of Sunrise Remix Edit)" - 3:58
2. "Silence (Airscape Remix Edit)" - 3:47
3. "Silence (Album Version Edit)" - 4:04
4. "Silence (DJ Tiësto's In Search Of Sunrise Remix)" - 11:31
5. "Silence (Airscape Remix) - 8:36
6. "Silence (Original Fade Sanctuary Mix)" - 11:07

US maxi single 2004
1. "Silence (Above & Beyond's 21st Century Edit)" - 3:42
2. "Silence (Filterheadz Remix)" - 7:27
3. "Silence (Above & Beyond's 21st Century Remix)" - 8:51
4. "Silence (Fade's Sanctuary Mix Edit)" - 3:50
5. "Silence (DJ Tiësto's In Search Of Sunrise Remix)" - 11:33
6. "Silence (Michael Woods Mix)" - 8:08

UK CD single 2004
1. "Silence (Above & Beyond's 21st Century Edit)" - 3:39
2. "Silence (Filterheadz Remix)" - 7:33
3. "Silence (Airscape Remix Edit)" - 3:39
4. "Silence (Fade's Sanctuary Mix Edit)" - 3:51
5. "Silence (Tiësto's In Search Of Sunrise Remix)" - 11:32
6. "Silence (Michael Woods Mix)" - 8:05

European CD maxi 2009
1. "Silence (Niels van Gogh vs. Thomas Gold Radio Edit)" - 3:29
2. "Silence (Niels van Gogh vs. Thomas Gold Remix)" - 7:34
3. "Silence (Lissat & Voltaxx Remix)" - 8:17
4. "Silence (DJ Tiësto's In Search Of Sunrise Remix)" - 11:29
5. "Silence (Sanctuary Mix)" - 11:12
6. "Silence (Acoustic Version)" - 5:06

US The Essential Silence Digital Download 2010
1. "Silence (Album Version)" - 6:35
2. "Silence (Fade's Sanctuary Remix Edit)" - 4:22
3. "Silence (DJ Tiësto's In Search Of Sunrise Remix)" - 11:36
4. "Silence (Airscape Remix) - 8:38
5. "Silence (Michael Woods Mix)" - 7:13
6. "Silence (Above & Beyond's 21st Century Remix)" - 8:51
7. "Silence (Filterheadz Remix)" - 7:32
8. "Silence (Lissat & Voltaxx Remix)" - 8:18
9. "Silence (Niels van Gogh Vs. Thomas Gold Remix)" - 7:33

Digital release 2011
1. "Silence (David Esse & Antoine Clamaran Remix)" - 8:45
2. "Silence (David Esse & Antoine Clamaran Remix Edit)" - 4:15

Digital release 2012
1. "Silence (W&W vs. Jonas Stenberg Remix)" - 5:28

Digital release 2016
1. Silence (Alyx Ander vs. Delerium - Original Mix) - 5:31
2. Silence (Alyx Ander vs. Delerium - Radio Edit) - 3:39

## Paradas
| Parada (1999-2000)                             | Pico |
| ---------------------------------------------- | ---- |
| Austrália (ARIA)                               | 6    |
| Áustria (Ö3 Austria Top 75)                    | 56   |
| Bélgica (Ultratop 50 de Flandres)              | 5    |
| Bélgica (Ultratop 50 da Valônia)               | 2    |
| Canadá (Nielsen SoundScan)                     | 5    |
| O campo songid é OBRIGATÓRIO PARA PARADA ALEMÃ | 16   |
| Irlanda (IRMA)                                 | 1    |
| Países Baixos (Dutch Top 40)                   | 7    |
| Nova Zelândia (Recorded Music NZ)              | 17   |
| Noruega (VG-lista)                             | 15   |
| Escócia (Scottish Singles Chart)               | 1    |
| Suíça (Schweizer Hitparade)                    | 100  |
| Reino Unido (UK Singles Chart)                 | 3    |
| US Billboard Adult Top 40                      | 25   |
| US Billboard Hot Dance Club Play               | 6    |

| Parada (2005)                      | Pico |
| ---------------------------------- | ---- |
| U.S. Billboard Hot Dance Club Play | 1    |